# Endasys coriaceus
Endasys coriaceus là một loài tò vò trong họ Ichneumonidae.